# 国家动物疫病防控高级别生物安全实验室
国家动物疫病防控高级别生物安全实验室是中華人民共和國第二个生物安全四级实验室，也是首个自主建设的四级实验室，屬於生物安全防护等级最高的实验室，由中国农业科学院哈尔滨兽医研究所負責建设。該實驗室主要在猪、马、牛、羊和小鼠、大鼠、豚鼠、兔等动物身上進行埃博拉病毒、尼帕病毒、拉沙热病毒等病原试验，以便於對烈性传染病展開研究。

## 歷史
2004年，国家动物疫病防控高级别生物安全实验室立项，2015年12月建成，2018年8月投入使用。